# Columnodontia
Columnodontia is een monotypisch geslacht van schimmels behorend tot de familie Meruliaceae. Het bevat alleen Columnodontia resupinata